# 乳房外柏哲德氏病
乳房外柏哲德氏病（英語：Extramammary Paget's disease, extramammary Paget disease, EMPD），是一类罕见的、进展缓慢的外阴恶性肿瘤，是非侵袭的、乳腺外上皮内恶性肿瘤，包括外阴柏哲德氏病和更罕见的阴茎柏哲德氏病。

## 分类
外阴柏哲德氏病，是一种罕见的疾病，可能是原生的，也可能是其他组织（比如巴氏腺、尿道、直肠）转移至外阴的恶性肿瘤，病人可能会趋向绝经后期。
阴茎柏哲德氏病，可能是原发或继发的，比外阴柏哲德氏病更罕见，曾有被错误诊断为博文氏病的案例。孤立的阴茎柏哲德氏病极其罕见。

## 病理学
1874年，詹姆斯·柏哲德报告首例乳头的湿疹样癌病例。雷德克里夫·克罗克（Radcliffe Crocker）在1889年报告了首例EMPD，为一位患者伴有阴茎和阴囊的皮肤损伤，被最终诊断为柏哲德氏病。

## 诊断
乳房外柏哲德氏病通常独立发生；在12%的情况下，伴有深层侵入性恶性肿瘤。24%情况中伴有深层附件性恶性肿瘤。乳房柏哲德氏病几乎均伴有深层侵入性恶性肿瘤，即乳腺癌（比如乳腺导管癌）。

## 相关
- 乳房柏哲德氏病（英语：Paget's disease of the breast）